# Silli-Sin
Silli-Sin (akad. Șilli-Sîn, tłum. „Cieniem/ochroną jest bóg Sin”) – król Esznunny, syn Ibal-pi-Ela II. Pokonany został przez Hammurabiiego z Babilonu, któremu w 1762 roku p.n.e. udało się zwyciężyć wojska Esznunny i jej sojuszników, a w 1756 r. p.n.e. zdobyć samą Esznunnę, która włączona została do państwa babilońskiego.

Mapa Babilonii w czasach Hammurabiego z zaznaczoną Esznunną